# گکوی خال خاکستری
گکوی خال خاکستری (نام علمی: Asaccus griseonotus) نام یک گونه از سرده گکوی انگشت‌برگی است.